# Hof Lalchow
Hof Lalchow ist seit dem 1. Januar 1973 ein Ortsteil der Stadt Plau am See im Osten des Landkreises Ludwigslust-Parchim in Mecklenburg-Vorpommern.

## Lage
Der Ort liegt etwa drei Kilometer westlich der Kernstadt Plau am See und südlich der Bundesstraße 191. Nördlich verläuft die Müritz-Elde-Wasserstraße und östlich die Bundesstraße 103. Die Größe der Gemarkung beträgt 338,8960 Hektar (1993).
Südöstlich liegt das Naturschutzgebiet Plauer Stadtwald, das von der B 103 durchschnitten wird. Im Naturschutzgebiet liegen mehrere kleine Seen: der Gaarzer See, der Burgsee, der Kuhlensee, der Ziegeleisee, der Lebersee und der Griepensee. Der Plauer See liegt noch etwas weiter östlich.

## Geschichte
Das 1271 erstmals erwähnte alte Dorf Lalchow – der Name deutet auf eine slawische Gründung hin – war bereits vor Mitte des 15. Jahrhunderts wüst gefallen. Im Jahr 1754 wurde auf der alten Dorffeldmark eine herzogliche Domäne errichtet. 1911 betrug die bewirtschaftete Fläche 255,3 Hektar.
Hof Lalchow war zwischen 1918 und 1945 eine Staatsdomäne des Landes Mecklenburg. Neben dem Gutshaus bestanden zwei Tagelöhnerkaten für je vier Familien, dazu eine Schnitterkaserne. Der letzte Domänenpächter Hans-Otto Eberhard fiel 1945 in Russland, seine Frau Ella Eberhard verzog mit ihren 3 Kindern nach der Befreiung und der folgenden russischen Besetzung 1945 nach Rostock. Aufgrund ihrer Größe von mehr als 100 Hektar wurde die Domäne während der Bodenreform im Oktober 1945 neu vermessen und aufgesiedelt: Etwa 12 Neubauernhöfe bewirtschafteten nun die Flur. Die Schnitterkaserne wurde von Flüchtlingen aus den Ostgebieten des Deutschen Reiches bewohnt. Es entstanden in der Folge auch neue Eigenheime. 1971 hatte das Dorf 164 Einwohner, 2009 waren es nur noch 32.
1959 entstanden zunächst zwei Landwirtschaftliche Produktionsgenossenschaften (LPG Typ I) „Pionier“ und „V. Parteitag“, die sich am 1. Januar 1963 zur „LPG Pionier“ vereinigten. Die bewirtschaftete Fläche betrug 226,33 Hektar. 1975 erfolgte der Beitritt zur KAP Plauerhagen. Nach der Deutschen Wiedervereinigung wurde die LPG endgültig abgewickelt.
In den vergangenen Jahren wurde der Ort zunehmend das Ziel erholungssuchender Auswärtiger.
Am 14. Dezember 2022 beschloss die Plauer Stadtvertretung für Hof Lalchow die Aufstellung und öffentliche Auslegung einer Entwicklungs- und Ergänzungssatzung zur Entwicklung des Ortsteiles und Schaffung von Bauland.
Auf 90 Hektar Fläche soll auf der Feldmark Hof Lalchow eine neuartige Agri-Photovoltaik-Anlage entstehen.